# Revueltas en Segovia (1506)
Las revueltas acaecidas en Segovia en 1506 fueron un conflicto urbano entre bandos con ocasión del cambio de alcaide en el Alcázar de Segovia.

## Antecedentes

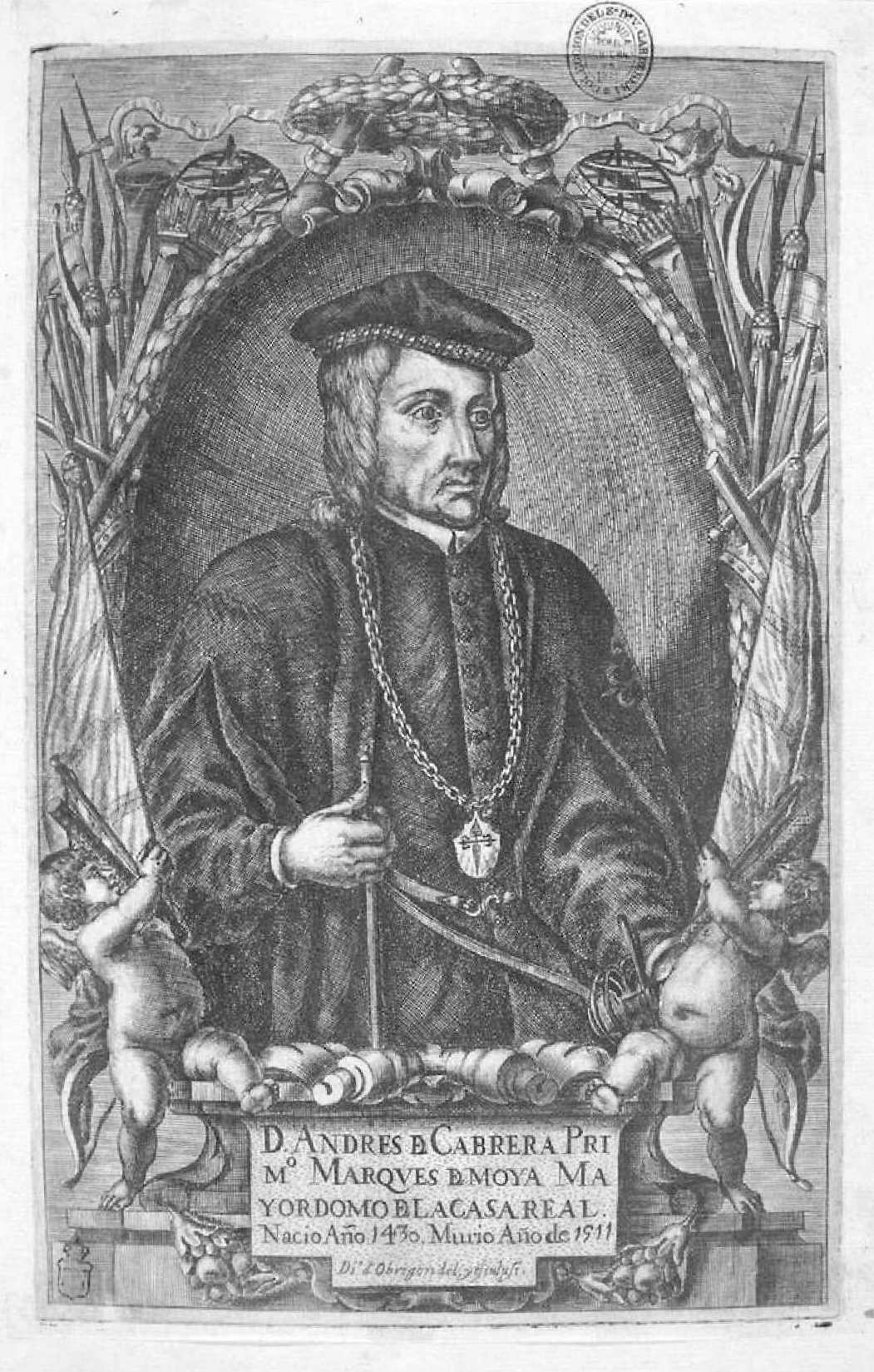
Retrato de Andrés Cabrera por Diego de Obregón en la obra Retrato del buen vasallo de Francisco Pinel y Monroy, 1677

En 1470, Enrique IV había otorgado perpetuamente la alcaídia del Alcázar de Segovia a Andrés Cabrera, marqués de Moya, hombre de su confianza. Este cargo gozaba de una gran importancia en la ciudad. Este hecho propició la formación de dos bandos entre los partidarios del nuevo alcaide y sus detractores. Esta decisión generó un conflicto en 1476, en que se otorgó la alcaídia a Gonzalo Chacón. Otro ejemplo de los conflictos entre ambos bandos fue la muerte de N de Bobadilla, (hermano de Beatriz de Bobadilla, esposa de Andrés Cabrera) a manos del segoviano Francisco de Peralta. Estas circunstancias sería alguans de las razones latentes del estallido de la revuelta de 1506.
La reina Isabel I murió en 1504 y fue sucedida por su hija Juana I, casada con Felipe, duque de Borgoña. El período 1504-1506 fue un período de especial pobreza en Castilla.

## Desarrollo
Antes de comenzar su viaje a Castilla, los nuevos monarcas Juana I y Felipe I privaron al marqués de Moya de la alcaidía del Alcázar y se la entregaron a su valido, Juan Manuel, señor de Belmonte. El alcaide nombró como su teniente a Diego del Castillo, tío del licenciado Sebastián de Peralta. A principios de agosto de 1506, el nuevo alcaide envió a Juan de Castilla, acompañado de algunas compañías de mercenarios alemanes, a tomar posesión del Alcázar. El ya antiguo alcaide se encontraba con su mujer en el interior del castillo y se negaron a su entrega por considerarlo una injusticia al haber sido su nombramiento perpetuo. Debido a la presencia de los mercenarios alemanes que acompañaron al enviado por Juan Manuel la ciudad comenzó a inquietarse.
Enterados los monarcas, pusieron rumbo a Segovia para calmar los ánimos de la ciudad con su presencia. Entremedias, Andrés Cabrera y su familia ya habían abandonado el Alcázar y la ciudad. En su viaje a Segovia los monarcas pararon en Burgos, en donde Felipe enfermó en pocos días, muriendo el 25 de septiembre de 1506. El cardenal Cisneros tomó el gobierno de Castilla. En este momento de gran inestabilidad, Francisco Fernández de la Cueva y Mendoza, II duque de Alburquerque pidió en varias ocasiones que se restituyera la alcaídia al marqués de Moya. A raíz de la insistencia de este, la cuestión de la alcaídia del Álcazar de Segovia, quedó fuera de la concordia alcanzada entre los partidarios del finado Felipe el Hermoso y los de Fernando el Católico, por la cual el cardenal Cisneros asumió el gobierno. De esta forma dejaba la cuestión a merced de un enfrentamiento violento.

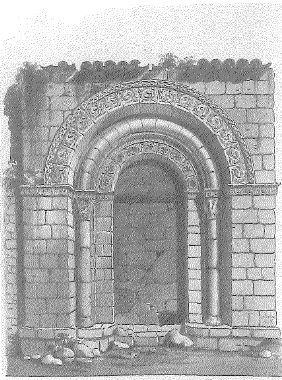
Portada de la segoviana iglesia de San Román en que se libró el episodio final del conflicto.

En estas circunstancias, los marqueses de Moya volvieron a Segovia. Tomaron con sus gentes la puerta de San Juan, cercana a las casas en que residían. Al día siguiente, el duque de Alburquerque acudió con más gentes y tomaron la puerta de Santiago y sucesivamente el resto de puertas de la ciudad. 
En el bando de los marqueses de Moya se encontraban el cabildo de la catedral de Segovia y las familias nobles de los Contreras, Cáceres, Hoces, Ríos, entre otras. En el de Juan Manuel: Diego de Peralta (hermano de Francisco de Peralta), su hijo, el licenciado Sebastián de Peralta y otras familias nobles como los Arias, los Heredia, los Lama, los Mesa o los Barros. las nobles familias de Arias, Heredia, Lama, Mesa y Barros. El corregidor Sancho Martínez de Leiva y sus alcalde, el bachiller Osorio, intentaron pacificar el conflicto, sin éxito.
Los partidarios de los marqueses de Moya se hicieron casi con el control de la ciudad. Aprovechando la ausencia de algunos de los principales del bando contrario, mandaron a Sebastián de Peralta salir de la ciudad. Este se negó a ello y junto con algunos partidarios (entre ellos el futuro comunero, Alonso de Guadalajara) se hizo fuerte en la iglesia de San Román. Tras un asalto armado, se acordó la salida de los atrincherados y su libertad. Esto no fue respetado por Andrés Cabrera que los mandó prender.
Tras este episodio la ciudad quedó en paz y la alcaidía del Alcázar en manos del marqués de Moya el 15 de mayo de 1507.